# 曲星
曲星（1956年5月—），男，籍贯山东龙口（一作莱州），生于四川成都，中华人民共和国政治人物、外交官，曾任中华人民共和国驻比利时王国特命全权大使。

## 生平
1982年，毕业于北京外国语学院法语系。1985年，毕业于外交学院中国外交史专业，并留校任教。1986年，赴法国巴黎政治学院留学，先后获硕士和博士学位。1993年，回外交学院校任副教授。1994年，任外交学院外交学系副主任。1995年，任外交学院院长助理。1999年，任外交学院副院长，教授、博士生导师。2006年，任驻法国大使馆公使。2010年1月，任中国国际问题研究所所长。2014年6月，研究所更名研究院，继续任中国国际问题研究院院长。2014年12月，出任中华人民共和国驻比利时大使。2018年5月，自驻比利时大使离任。

## 家庭
已婚，有一女。